# Schule Schloss Salem

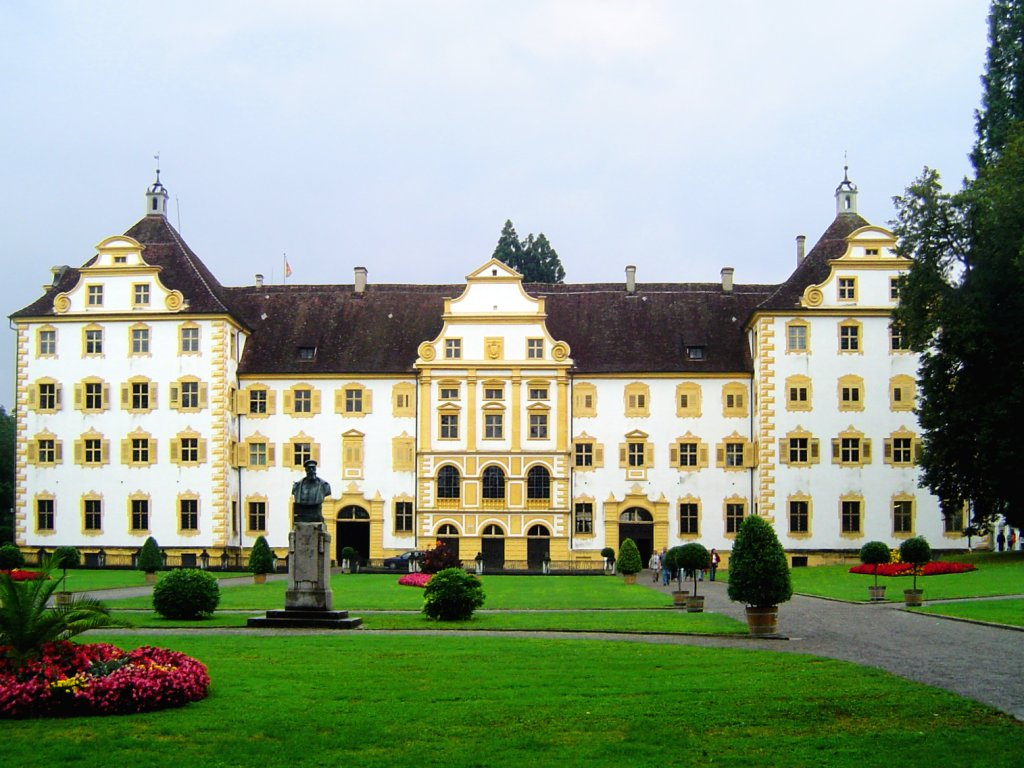
Schloss Salem

Schule Schloss Salem is een Duits internaat met haar hoofdzetel in de voormalige Rijksabdij in de
Gemeente Salem, niet ver van de Bodensee.
De school werd opgericht in 1920. De vermaarde pedagoog Kurt Hahn was een der grondleggers van de school en was er van 1920 tot 1933 het eerste schoolhoofd.

## Bekende alumni
- Philip van Griekenland en Denemarken
- Koningin Sophia van Spanje